# Empoli Football Club 1967-1968
Questa voce raccoglie le informazioni riguardanti l'Empoli Football Club nelle competizioni ufficiali della stagione 1967-1968.

## Rosa
| N. |                   | Ruolo | Calciatore        |
| -- | ----------------- | ----- | ----------------- |
|    | Italia (bandiera) | C     | Lino Andreatta    |
|    | Italia (bandiera) | D     | Roberto Bacchini  |
|    | Italia (bandiera) | C     | Antonio Baronti   |
|    | Italia (bandiera) | C     | Antonio Caruso    |
|    | Italia (bandiera) | C     | Dante Cavazzoni   |
|    | Italia (bandiera) | A     | Ferdinando Donati |
|    | Italia (bandiera) | C     | Remo Ferradini    |
|    | Italia (bandiera) | D     | Guido Ferrini     |
|    | Italia (bandiera) | D     | Giuseppe Fusi     |
|    | Italia (bandiera) | A     | Giorgio Gambin    |
|    | Italia (bandiera) | C     | Ermes Lasagni     |
|    | Italia (bandiera) | A     | Uber Manfredini   |
|    | Italia (bandiera) |       | Mattarucchi       |

| N. |                   | Ruolo | Calciatore           |
| -- | ----------------- | ----- | -------------------- |
|    | Italia (bandiera) | P     | Roberto Negrisolo    |
|    | Italia (bandiera) | C     | Carlo Orlandini      |
|    | Italia (bandiera) |       | Pannocchi            |
|    | Italia (bandiera) | A     | Giannetto Pensierini |
|    | Italia (bandiera) | D     | Giampaolo Persico    |
|    | Italia (bandiera) | A     | Franco Pezzato       |
|    | Italia (bandiera) | C     | Narciso Pezzotti     |
|    | Italia (bandiera) | C     | Sergio Politti       |
|    | Italia (bandiera) | P     | Gianmario Rama       |
|    | Italia (bandiera) | C     | Gianbattista Rigoni  |
|    | Italia (bandiera) | C     | Flavio Ronchi        |
|    | Italia (bandiera) | A     | Leo Taccetti         |
|    | Italia (bandiera) |       | Venturelli           |